# 엔랴쿠
엔랴쿠(일본어: 延暦)는 일본의 연호 중 하나이다. 한자는 읽는 방법에 따라 '엔레키'(えんれき)라고 읽기도 한다.
- 전후 : 덴오(天応) 이후 - 다이도(大同) 이전
- 시기 : 782년 ~ 806년
- 천황 : 간무 천황

## 개원
- 덴오 2년 8월 19일(율리우스력 782년 9월 30일)에 개원하여
- 엔랴쿠 25년 5월 18일(율리우스력 806년 6월 8일) 다이도로 개원되었다.

## 엔랴쿠 시기에 일어난 일
- 원년
  - 히카미노 가와쓰구가 반란을 일으킨다.
- 3년
  - 11월 : 헤이죠쿄(平城京)에서 나가오카쿄(長岡京)로 천도하였다.
- 4년
  - 9월 : 나가오카쿄 조궁(造宮) 장관 후지와라노 다네쓰구가 암살되었다.
  - 태자 사와라 친왕(早良親王)이 태자에서 폐해져, 아와지로 유배되던 중 스스로 음식을 먹지 않아 아사(餓死)했다.
- 7년
  - 일본 천태종을 연 고승 사이초(最澄)가 히에이잔에 엔랴쿠지(延暦寺)를 창건했다.
- 13년
  - 10월 22일 : 헤이안쿄(平安京)로 천도하였다.
- 16년
  - 세이이타이쇼군(征夷大将軍)인 사카노우에노 다무라마로가 도호쿠 지방의 에미시를 진압하였다. 에미시 평정 후 무쓰노쿠니에 이사와 성을 축조하고 진주후(鎮守府 친쥬후[*])를 설치했다.
  - 쇼쿠니혼키(続日本紀 속일본기[*])를 완성하였다.
- 19년 ~ 21년
  - 후지 산이 분화(噴火)하였다.
- 22년
  - 무쓰노쿠니에 시와 성을 축조하였다.
- 23년
  - 사이초, 구카이(空海 쿠카이[*]) 등 승려 일행이 당나라에 도착했다.
- 25년
  - 3월 17일 : 간무 천황이 사망했다.

## 서력과의 대조표
| 엔랴쿠      | 원년       | 2년        | 3년        | 4년        | 5년        | 6년        | 7년        | 8년        | 9년        | 10년       |
| ----------- | ---------- | ---------- | ---------- | ---------- | ---------- | ---------- | ---------- | ---------- | ---------- | ---------- |
| 서기 (西紀) | 782년      | 783년      | 784년      | 785년      | 786년      | 787년      | 788년      | 789년      | 790년      | 791년      |
| 간지 (干支) | 임술(壬戌) | 계해(癸亥) | 갑자(甲子) | 을축(乙丑) | 병인(丙寅) | 정묘(丁卯) | 무진(戊辰) | 기사(己巳) | 경오(庚午) | 신미(辛未) |
| 엔랴쿠      | 11년       | 12년       | 13년       | 14년       | 15년       | 16년       | 17년       | 18년       | 19년       | 20년       |
| 서기 (西紀) | 792년      | 793년      | 794년      | 795년      | 796년      | 797년      | 798년      | 799년      | 800년      | 801년      |
| 간지 (干支) | 임신(壬申) | 계유(癸酉) | 갑술(甲戌) | 을해(乙亥) | 병자(丙子) | 정축(丁丑) | 무인(戊寅) | 기묘(己卯) | 경진(庚辰) | 신사(辛巳) |
| 엔랴쿠      | 21년       | 22년       | 23년       | 24년       | 25년       |            |            |            |            |            |
| 서기 (西紀) | 802년      | 803년      | 804년      | 805년      | 806년      |            |            |            |            |            |
| 간지 (干支) | 임오(壬午) | 계미(癸未) | 갑신(甲申) | 을유(乙酉) | 병술(丙戌) |            |            |            |            |            |

## 같이 보기
- 일본의 연호 일람

| 이전 덴오 | 일본의 연호 782년 ~ 805년 | 다음 다이도 |